# Alfa Romeo GT
Alfa Romeo GT (937) — спортивний автомобіль з кузовом типу купе, створений компанією Alfa Romeo на основі Alfa Romeo 156.
Всього виготовлено 80,832 автомобілів.

## Опис

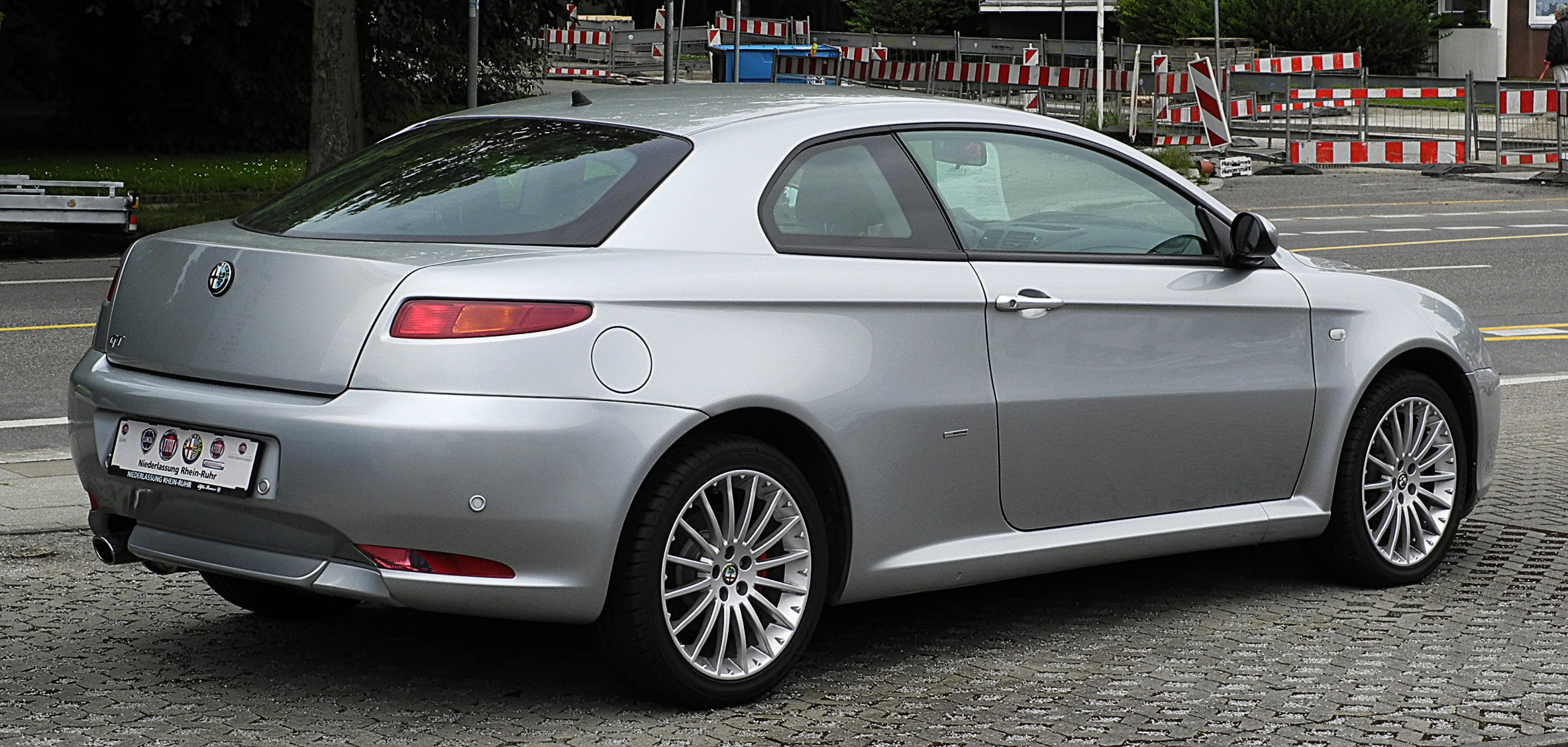
Alfa Romeo GT

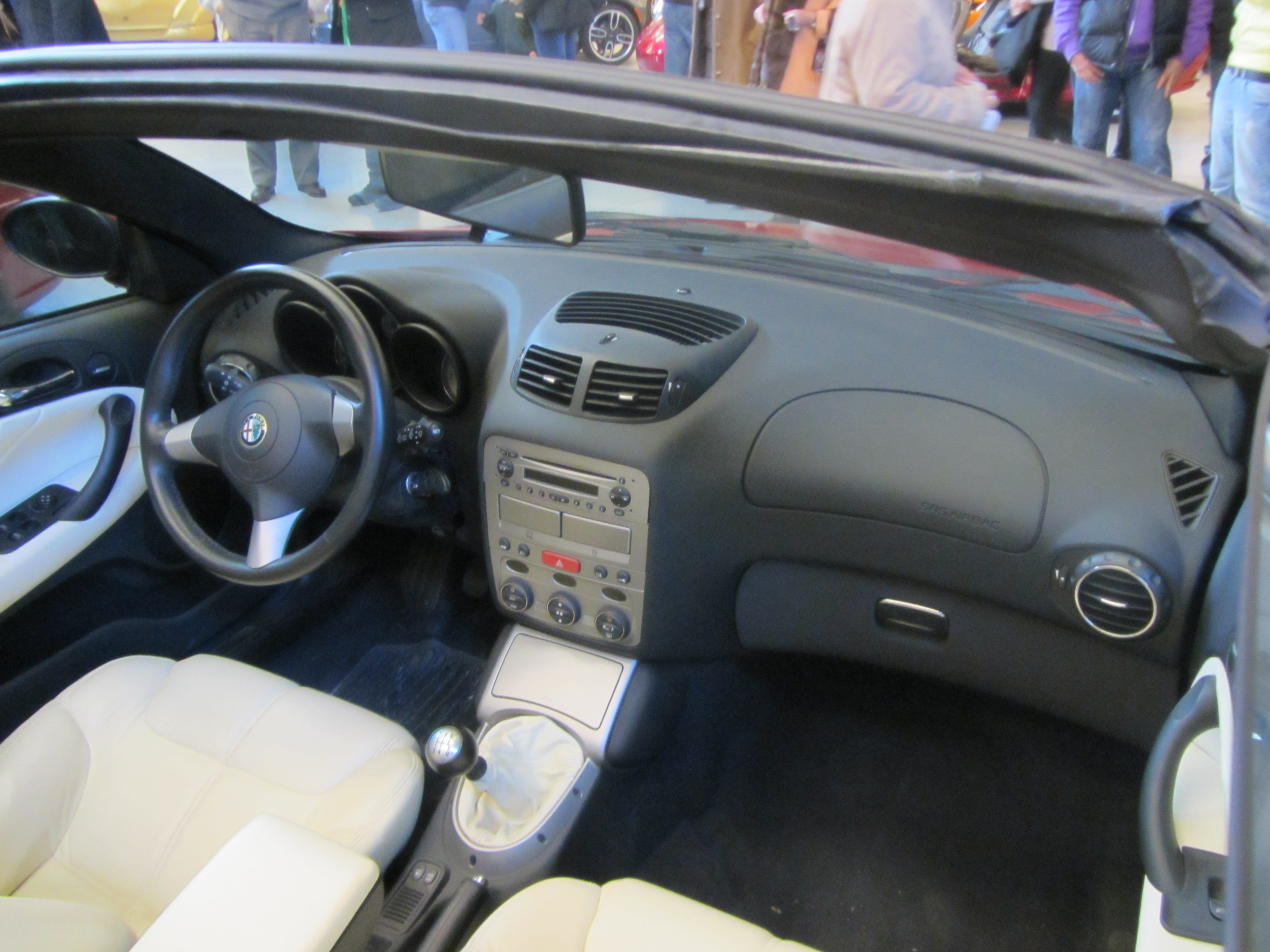
Alfa Romeo GT

Дизайн кузова розроблений ательє Bertone. Автомобіль розганяється до 100 км/год за 6,7 с (з 3,2-літровим двигуном) і за 9,6 с з турбодизелем. Максимальна швидкість, залежно від мотора, становить від 209 до 243 км/год.
Екстер'єр Alfa Romeo GT був розроблений Джорджетто Джуджаро спільно з дизайнерською студією Alfa Centro Stile і поєднує у собі елегантність і стриманість. Зовнішній вигляд ГТ сильно нагадує екстер'єр моделей-попередників 156 і 159. Передня частина автомобіля прикрашена класичною трикутною решіткою радіатора. Фари циліндричної форми розташовуються під нависаючим капотом, що надає автомобілю агресивний погляд. У порівнянні зі своїми попередниками, автомобіль став трохи більше. Габарити автомобіля рівні: довжина–4488 мм, ширина–1763 мм, висота–1367 мм, колісна база–2596 мм. ГТ комплектується 18-дюймовими легкосплавними колесами. 
Стандартна комплектація Alfa Romeo GT включає у себе: антиблокувальну систему гальмування, систему управління тиском гальм, систему розподілу гальмівних зусиль, систему динамічної стабілізації, передні і передні бічні подушки безпеки, дверні балки безпеки, роздільний клімат-контроль, передні електросклопідйомники, бортовий комп'ютер, підсилювач керма, електропривод і підігрів дзеркал, і протитуманні фари.
Для GT пропонуються на вибір чотирьох двигунів: 150-сильний турбодизель Multijet робочим об'ємом 1,9 літра і три бензинових: 1.8-літровий T-Spark (140 к.с.) 2,0-літровий JTS з безпосереднім уприскуванням і потужністю 165 к.с. і найпотужніший V6 (3,2 л; 240 к.с.). Місткість багажника 320 літрів. Ємність паливного бака 63 літри.

## Двигуни
- 1.8 L Twin Spark I4
- 2.0 L JTS I4
- 3.2 L Alfa Romeo V6
- 1.9 L JTD I4 turbo diesel